# Mononukleoza
Mononukleoza, poznata i kao bolest poljupca, je zarazna bolest uzrokovana Epstein - Barrovim virusom (EBV) u 90 % slučajeva, a u preostalih 10 % citomegalovirusom (CMV). 
Kada se djeca zaraze ovim virusom, infekcija obično prolazi bez simptoma. Ako se odrasli zaraze, 25-75 % će razviti simptome ove bolesti za koju su tipična tri simptoma: povišena tjelesna temperatura, povećani limfni čvorovi i upala grla.

## Uzročnik
Epstein Barrov virus (EBV) je B limfotropni (ima izrazitu sklonost za napadanje B limfocita) herpesvirus koji je rasprostranjen diljem svijeta. Osim što uzrokuje infekcijsku mononukleozu, ovaj se virus povezuje s karcinomom grla i određenim B-staničnim limfomima. 

## Patogeneza
Većina ljudi se zarazi EBV-om već u djetinjstvu. Infekcija obično prolazi neprimjetno. Relativno rijetko, obično kod adolescenata, razvijaju se simptomi infektivne mononukleoze. Virus se prenosi slinom. U ždrijelu ulazi u B-limfocite koji se nalaze u limfnom tkivu. U zaraženim B-limfocitima, koji se umnožavaju i cirkuliraju krvotokom, dolazi do drugih limfnih tkiva. Inkubacija traje 4-8 tjedana. 

## Prijenos bolesti
EBV se prvenstveno prenosi putem sline, a rjeđe transfuzijom krvi. Obično se prenosi ljubljenjem i dodirivanjem dijelova tijela i predmeta natopljenih zaraženom slinom. Budući da je prijenos kapljicama malo vjerojatan, izolacija oboljelih nema smisla. Virus u domaćinu ostaje doživotno; prvih 18 mjeseci nakon infekcije izlučuje se slinom, a nakon toga povremeno. Osobe slabijeg imunološkog statusa (praktički svi bolesnici s AIDS-om, 25-50 % osoba s presađenim organima) češće šire virus.

## Simptomi
4-8 tjedana nakon infekcije pojavljuju se prvi simptomi: malaksalost, gubitak apetita i zimica koji po nekoliko dana prethode početku upale grla, vrućice i povećanja limfnih čvorova. 
Teški oblik upale grla obično natjera bolesnike da potraže medicinsku pomoć. Povremeno će bolesnici zamijetiti samo vrućicu ili povećane limfne čvorove ili će u njih biti prisutna samo jedna od komplikacija. Većina bolesnika tuži se na glavobolju i malaksalost.

## Tijek bolesti
Infekcijska mononukleoza je u većini slučajeva bolest prirodno ograničena trajanja. Upala grla je intenzivna 5-7 dana, a nakon toga jenjava u tijeku sljedećih 7-10 dana. Povišena temperatura obično traje 7-14 dana, ali ponekad može potrajati i nešto duže. Limfni čvorovi se najčešće smanjuju tijekom 3 tjedna. Umor je najtvrdokorniji simptom. Većina bolesnika se za 3-4 tjedna osjeća dovoljno dobro za povratak u školu ili na posao, ali poneki bolesnici mjesecima mogu osjećati iscrpljenost, smetnje koncentracije i nemogućnost obavljanja svakodnevnih aktivnosti. Obično su to bolesnici koji su imali blagi početak bolesti, bez teškog oblika upale grla i visoke vrućice. Od ostali laboratorijskih nalaza tipično je umjereno povećanje razine jetrenih enzima (transaminaza). Definitivna dijagnoza se postavlja serološkim pretragama, kojima se dokazuje prisutnost protutijela protiv EBV-a. 
Bolest najčešće prolazi bez komplikacija. U vrlo malom broju slučajeva dolazi do težih promjena u krvnoj slici (leukopenija, trombocitopenija), do meningitisa, encefalitisa, miokarditisa itd. Ruptura slezene je izuzetno rijetka komplikacija, do koje može doći zbog udarca u trbuh kod izrazitijeg povećanja slezene.

## Komplikacije
Komplikacije infektivne mononukleoze nisu česte, ali mogu biti jako dramatične pa postaju dominantne manifestacije bolesti. Tu spadaju:
- autoimuna hemolitička anemija koja obično prestaje za 1-2 mjeseca
- blaga trombocitopenija (smanjenje broja trombocita) u 50 % slučajeva - prestaje za 3-6 tjedana
- teška trombocitopenija - vrlo rijetka
- blaga granulocitopenija (smanjenje broja granulocitnih leukocita) - obično jenjava za 3-6 tjedana
- teška granulocitopenija - iznimno rijetka, povezana s teškom infekcijom li smrću
- prsnuće slezene - rijetka komplikacija koja se javlja u drugom ili trećem tjednu bolesti; simptomi su podmukla ili nagla bol u trbuhu, ubrzan rad srca, nizak krvni tlak, hladan znoj
- neurološke komplikacije - paraliza moždanih živaca, upala mozga i moždanih ovojnica (meningoencefalitis), Guillain-Barreov sindrom, cerebralni napadaji, upala kralježničke moždine, psihoza
- hepatitis - uobičajena je komponenta infekciozne mononukleoze; gotovo 90 % bolesnika ima blago povećanje jetrenih enzima, ali teški ili trajni poremećaj jetre iznimno je rijedak
- srčane abnormalnosti - vrlo rijetke (upale osrčja, upale srčanog mišića, stezanje srčanih arterija, promjene u EKG-u)
- opstrukcija dišnih putova zbog povećanih limfnih čvorova

## Smrtnost
Više od 90 % slučajeva bolesti ima dobroćudan i nekompliciran tijek. Ova je bolest rijetko smrtna; neurološke bolesti, opstrukcija dišnih putova i prsnuće slezene najčešći su uzrok smrti u prethodno zdravih osoba. Rizično stanje nazvano Spolno (x) vezani limfoproliferacijski sindrom (XLP) ili Duncanov sindrom javlja se kod muških osoba. 40 % muškaraca zahvaćenih ovim stanjem umire nakon EBV infekcije. Ova se bolest, o kojoj se još uvijek ne zna dovoljno, očituje enormnim umnožavanjem limfnog tkiva s mogućim teškim imunološkim ili hematološkim posljedicama kao što su agamaglobulinemija, aplastična anemija ili limfocitni limfom.

## Dijagnoza
Osim nabrojenih simptoma, dijagnozu potvrđuju sljedeći laboratorijski nalazi:
- povišen broj leukocita
- povećan broj atipičnih limfocita (kod 75 % oboljelih). Limfociti su vrsta bijelih krvnih stanica koji se u ovoj bolesti razlikuju od normalnih - povećani su i promijenjena im je jezgra
- postojanje heterofilnih antitijela (u 50 % djece i do 95 % odraslih). To su antitijela na ovčje eritrocite koji se dokazuju tzv. monospot testom.
- blaga granulocitopenija (smanjenje broja granulocitnih leukocita)
- blaga trombocitopenija (smanjenje broja trombocita)
- blagi porast imunoglobulina IgM, IgG i IgA
- blagi rast jetrenih enzima
- prisutnost EBV-specifičnih antitijela - ovi serološki testovi sa sigurnošću dijagnosticiraju EBV infekciju, a mogu se napraviti odmah ili ako su gore navedeni nalazi proturječni

## RazlikovanjeCMViEBVmononukleoze
Bolesnici s mononukleozom uzrokovanom citomegalovirusom (CMV) u prosjeku su stariji i obično je bolest karakterizirana upalom grla i vrućicom. Upala grla i povećanje limfnih čvorova rjeđe nastaju. Bolest nastaje podmuklije i sporije prestaje nego bolest uzrokovana Epstein-Barrovim virusom. Dijagnoza se postavlja izolacijom virusa u krvi ili specifičnim antitijelima na CMV. 

## Liječenje
Liječenje je simptomatsko jer nema lijeka protiv uzročnika. Bolesnicima se preporučuje:
- mirovanje - bolesnici trebaju mirovati, što ne znači da trebaju strogo ležati u krevetu jer nema dokaza da strogi odmor pospješuje oporavak
- pijenje većih količina tekućine dok traje vrućica
- po potrebi uzeti lijekove za sniženje visoke temperature koje preporuči liječnik. Djeca do 12 godina trebala bi izbjegavati acetilsalicilnu kiselinu (Aspirin. Andol) zbog opasnosti od komplikacija (Reyov sindrom).
- pastile ili tvrdi bomboni mogu se uzeti kod grlobolje jer njihovo žvakanje pospješuje izlučivanje sline i gutanje nakupljenog sekreta
- izbjegavati športove 6-8 tjedana - zbog rijetkih komplikacija kao što je prsnuće slezene

određeni lijekovi primjenjuju se u rijetkim situacijama
- kortikosteroidi mogu olakšati simptome upale grla, ali se zbog nuspojava obično daju jedino ako postoje komplikacije - opstrukcija dišnih putova i hematološki poremećaji (anemija, granulocitopenija, trombocitopenija)
- alfa-interferon - ima antivirusno djelovanje i može smanjiti širenje EBV, ali se zbog visoke cijene primjenjuje obično kod osoba s poremećajem imunosti
- aciklovir - u visokoj dozi zaustavlja širenje EBV u grlu, međutim, njegova klinička korist je minimalna ili neuočljiva

## Prevencija
Za sprječavanje širenja mononukleoze preporučuje se izbjegavati kontakt sa slinom osoba koje su nedavno preboljele mononukleozu i održavati visok stupanj higijene, osobito dječjih igračaka i predmeta koje djeca stavljaju u usta.

## Vanjske poveznice
|  | Zajednički poslužitelj ima još gradiva o temi Mononukleoza |

|  | Molimo pročitajte upozorenje o korištenju medicinskih informacija. Ne provodite liječenje bez savjetovanja s liječnikom! |